# Zbór Kościoła Chrześcijan Baptystów w Mińsku Mazowieckim
Zbór Kościoła Chrześcijan Baptystów w Mińsku Mazowieckim (Kościół 5M) – zbór baptystów w Mińsku Mazowieckim. Pierwszym pastorem zboru był Sebastian Zima. Zbór wyodrębnił się ze zboru Warszawa-Radość, a 13 kwietnia 2003 odbyło się nabożeństwo inauguracyjne. Główne nabożeństwa odbywają się w każdą niedzielę o godzinie 10:00 przy ul. Małej 6. Parafianie są mieszkańcami całego powiatu mińskiego i przedmieść Warszawy.
Obok działalności duszpasterskiej wspólnota prowadzi także grupy domowe, grupę dla dziewczyn, klub dobrej nowiny, kursy przedmałżeńskie oraz spotkania młodzieżowe.